# Cyntia Aguilar
Cyntia Makarena Aguilar Vargas  (Maullín, 22 de noviembre de 1989) futbolista chilena. Juega de delantera en el club Colo-Colo y en la Selección de fútbol femenino sub 20 de Chile, actualmente juega en el Magallanes Unido de la liga femenina de fútbol de Puerto Montt.

## Clubes
| Club                             | País  | Año             |
| -------------------------------- | ----- | --------------- |
| Colo-Colo femenino               | Chile | 2008            |
| Deportes Puerto Montt (femenino) | Chile | 2017            |
| Magallanes Unido (femenino)      | Chile | 2009 - Presente |

## Selección Chilena
Cyntia Aguilar se ha dedicado al fútbol desde pequeña y uno de sus grandes sueños era jugar y vestir la camiseta de la Selección Chilena, cosa que ha podido lograr durante este tiempo. 
Cyntia Aguilar ha jugado por la Selección de fútbol femenino sub 20 de Chile, participando en el Mundial Femenino sub 20 Fifa Chile 2008, también representó a Chile jugando por la selección en algunas giras internacionales por Europa y Sudamérica.
- Datos: Q5795498